# Rue de la Cité
Rue de la Cité är en gata på Île de la Cité i Quartier Notre-Dame i Paris 4:e arrondissement. Gatan är uppkallad efter själva ön Cité. Rue de la Cité börjar vid Quai de la Corse och slutar vid Parvis Notre-Dame – Place Jean-Paul-II och Quai du Marché-Neuf. Gatan namngavs i maj 1834.

## Bilder
| - Gatuskylt. - Notre-Dame. - Sainte-Chapelle. - Fontaine Millénaire. |

## Omgivningar
- Notre-Dame
- Sainte-Chapelle
- Fontaine Millénaire
- Marché aux fleurs Reine-Elizabeth-II
- Parvis Notre-Dame – Place Jean-Paul-II
- Crypte archéologique de l'Île de la Cité

## Kommunikationer
- Tunnelbana – linje  – Cité
- Busshållplats Cité – Parvis Notre-Dame – Paris bussnät, linjerna 21 47 75

### Webbkällor
- ”Rue de la Cité”. Mairie de Paris. https://web.archive.org/web/20190905050529/http://www.v2asp.paris.fr/commun/v2asp/v2/nomenclature_voies/Voieactu/2050.nom.htm. Läst 28 mars 2022.
- ”Rue de la Cité (4ème arrondissement)”. Les rues de Paris. https://web.archive.org/web/20180112211421/http://www.parisrues.com/rues04/paris-04-rue-de-la-cite.html. Läst 28 mars 2022.